# Каринтийский плебисцит
Каринтийский плебисцит (нем. Kärntner Volksabstimmung, словен. Koroški plebiscit), официально известный как Плебисцит 1920 года в Каринтии (нем. Volksabstimmung 1920 in Kärnten) — один из серии референдумов, проведённых на территории этнически смешанных регионов Восточной Европы с целью определения их территориально-административной принадлежности к тому или иному государству. Состоялся 10 октября 1920 года и завершился передачей всей плебисцитной Каринтии в состав Австрии (хотя в двух из четырёх плебисцитных округов население высказалось за присоединение к будущей Югославии). Несмотря на противоречивые результаты референдума, установленная в результате его проведения граница была закреплена двусторонним соглашением между Югославией и Австрией в 1955 году.

## Геополитическая ситуация
Фактически данный референдум явился следствием Сен-Жерменского мирного договора 1919 года. В неспокойные 1920-е годы геополитическая обстановка в Европе менялась быстро и непредсказуемо. Если ещё в 1919 году в странах-победителях Первой мировой войны, инициировавших референдум, преобладали антинемецкие настроения, то в 1920-м году Великобритания уже начала опасаться усиления Франции и Советской России на континенте, а потому приложила все усилия для минимизации этих процессов за счёт укрепления границ немецкого государства на востоке.

## Условия проведения
На протяжении 1919—1920 гг. Каринтия подверглась этническому джерримандерингу, в ходе которого небольшая, но политически значимая часть её территории (долина р. Межица с Дравоградом и Езерско) с исключительно словенским населением была передана Королевству сербов, хорватов и словенцев без всякого референдума. Практически полностью словенская Зильская долина также без плебисцита передана Австрии, а Канальская долина, точно также без плебисцита, была уступлена Италии. Эти шаги уменьшили концентрацию словенцев на территориях, на которых должен был состояться плебисцит. Сама плебисцитная территория в свою очередь была подразделена на две зоны: преимущественно словенскую зону А на юге и преимущественно немецкую зону Б на севере. Примечательно, что плебисцит в северной зоне Б должен был состояться только в случае победы сторонников Югославии в зоне А.

## Агитация среди населения
Обеим сторонам, австрийской и югославской, разрешалось проводить агитацию в сравнительно непринуждённой обстановке, в отличие от той же Восточной Пруссии, где немецкие власти подавляли пропольскую агитацию. Тем не менее, напряжение сохранялось: проавстрийские агитаторы обрисовывали Королевство сербов, хорватов и словенцев как бедное, хаотичное и экономически нестабильное формирование. В свою очередь, проюгославская сторона взывала к национальным чувствам славянского большинства, подчёркивая уважение к простому образу жизни славянских крестьян и недовольство спекуляцией немецких бюргеров.
Провстрийские плакаты
- «Каждый голос сохраняет кусочек родной земли!»
- «Мама, не голосуй за Югославию, иначе я буду призван за короля Петра!»
- «Идёмте все голосовать! Это наш священный долг, нас зовёт наша Родина. Вы каринтийцы и должны оставаться ими» (изображены зоны А и Б)

Проюгославские плакаты
- «Каринтийцы! Познакомьтесь с зерном, которое растёт в Югославии. Не дайте немецким агитаторам упрекнуть вас за соринку в глазу! Забудьте про слова, сделайте правильный выбор! Вы хотите к мачехе? Или родной матери?»
- «10 октября закончится боль словенцев и террор немцев и ренегатов!»
- «Каринтийские словенцы! Не верьте немецким обещаниям и лжи! Не бойтесь немецкого террора, наша югославская власть никогда бы его не допустила»
- «В Югославии князем является крестьянин, в Немецкой Австрии — евреи и бароны!»

## Результаты
|              | За Австрию      | За Югославию    |
| ------------ | --------------- | --------------- |
| Розег        | 1 980           | 2 318           |
| Ферлах       | 6 427           | 4 981           |
| Фёлькермаркт | 8 306           | 2 444           |
| Бляйбург     | 5 312           | 5 535           |
| Всего        | 22 025 (59,1 %) | 15 278 (40,9 %) |

Анализ результатов голосования показал, что за Австрию голосовали практически все этнические немцы, жители городов, а также 40 % местных словенцев, что и обеспечило победу проавстрийской стороны. За Югославию проголосовало 60 % словенцев. Многие словенцы голосовали за Австрию только потому, что плебисцитная зона А была искусно проведена вплоть до предместий города Целовца (ныне Клагенфурт), но сам город оставался вне её. Такое распределение зон вызвало у словенских крестьян боязнь потерять рынок в Целовце в случае югославской победы. В результате многие словенские крестьяне голосовали за Австрию.

## Сравнения
Примечательно, что интерпретация результатов Каринтийского референдума была гораздо более бескомпромиссной, чем аналогичного плебисцита в Восточной Пруссии. Несмотря на то, что Варминско-Мазурский плебисцит показал, что 98 % мазурского населения пожелали остаться в составе Германии, организаторы референдума всё же уступили Польше несколько небольших приграничных деревень, где большинство населения проголосовало за вхождение в состав Польши, даже несмотря на сильное немецкое давление. В Каринтии, где голоса разделились почти поровну по географическому признаку, никаких территориальных уступок югославской стороне сделано не было, даже несмотря на то, что географически жители более половины территории зоны А в Каринтии, пусть и с меньшей плотностью населения, высказалось за вхождение в состав Югославии. В некоторых приграничных с Югославией муниципалитетах вдоль хребта Караванке доля голосов, отданных за Югославию, превышала 90 %. Им также не было позволено присоединиться к последней.